# Viri Mathematici

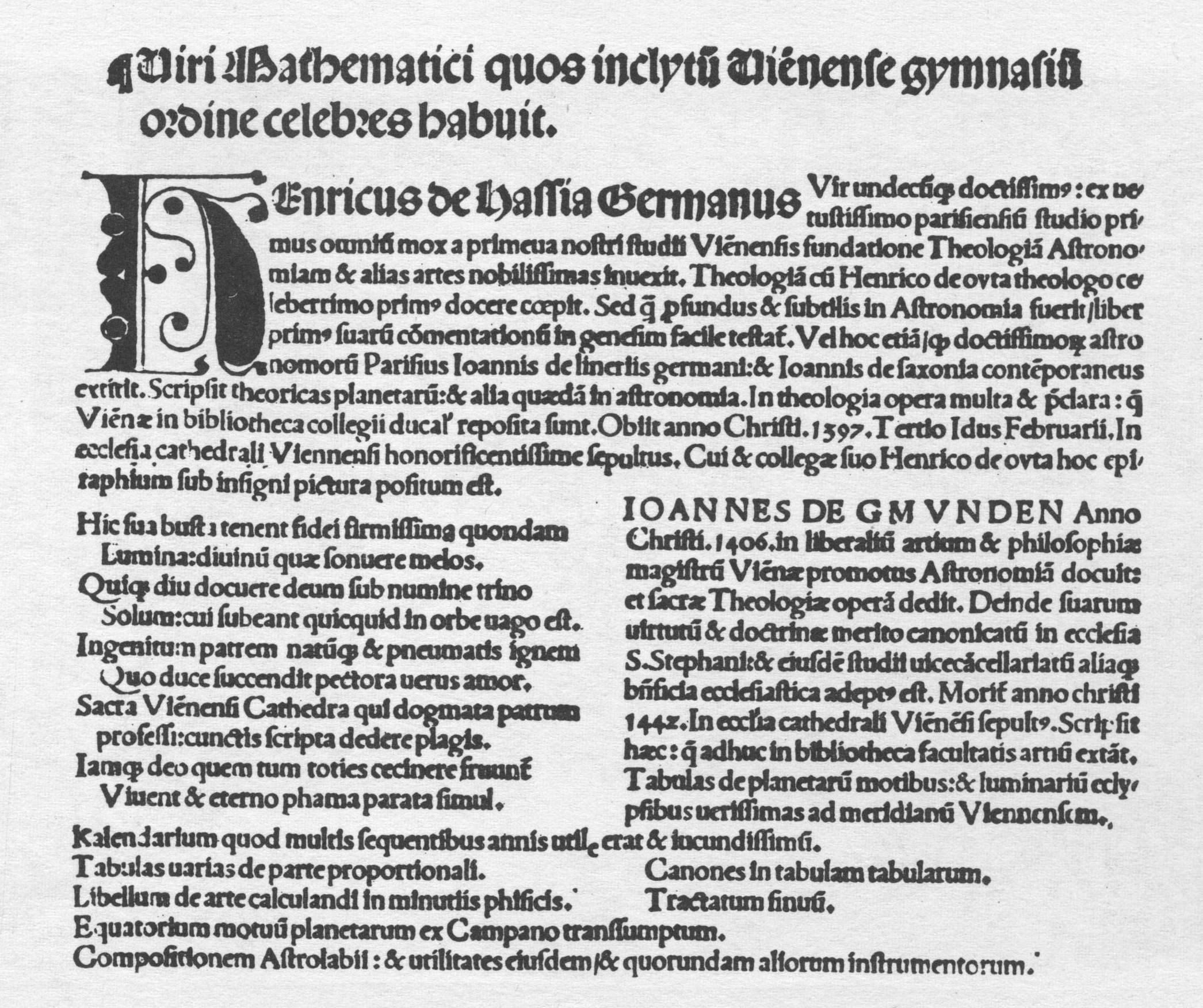
Beginn der Viri Mathematici (obere Hälfte der ersten Seite)

Viri Mathematici quos inclytum Viennense gymnasium ordine celebres habuit (deutsch Mathematiker, welche die ruhmreiche Wiener Universität als berühmte Vertreter ihres Standes hatte) ist der Titel von Georg Tannstetters lateinischer Darstellung der von 1384 bis zum Druckjahr 1514 in Wien tätigen Astronomen und Mathematiker.
Dieser historische Rückblick, ein früher Ansatz einer Wissenschaftsgeschichte, erschien als einleitendes Kapitel einer Edition astronomischer Tabellen. Darin sind wertvolle biographische Informationen zu insgesamt 32 Astronomen und Mathematikern enthalten. Bei fünf von ihnen präsentiert Tannstetter umfangreiche Listen ihrer Werke, nämlich bei Johannes von Gmunden, Georg von Peuerbach, Johannes Regiomontanus, Johannes Stabius und Andreas Stiborius – von zuletzt Genanntem werden außerdem die in seiner Bibliothek befindlichen Bücher genannt. Insgesamt erscheinen in diesen Viri Mathematici ungefähr 170 Buchtitel zu überwiegend mathematischen und astronomischen Themen.

## Geschichtsdarstellung als Teil einer Edition

### Eine Edition astronomischer Tabellen
Der Rückblick auf die Viri Mathematici erschien nicht als eigenes Buch, sondern als Kapitel innerhalb eines größeren Buches, nämlich einer Edition astronomischer Tabellen. Der an der Wiener Universität lehrende Astronom Georg Tannstetter ließ im Jahr 1514 astronomische Tabellen von Georg Peuerbach und Johannes Regiomontanus drucken. Diese beiden Astronomen waren die bis dahin bedeutendsten Vertreter ihres Faches in Wien. Auf dem Titelblatt heißt es:

“Tabulae Eclypsium Magistri Georgii Peurbachii. Tabula Primi mobilis Joannis de Monte regio.”

„Tabellen der Finsternisse des Magisters Georg Peurbach. Tabelle des „ersten Beweglichen“ (d. h. der Himmelskugel) von Johannes von Königsberg.“

Dann wird in kleinerer Schrift fortgesetzt:

“Indices praeterea monumentorum, quae clarissimi viri Studii Viennensi alumni in Astronomia et aliis Mathematicis disciplinis scripta reliquerunt.”

„Außerdem Listen der Werke, die berühmte, an der Wiener Universität ausgebildete Männer über Astronomie und andere mathematische Disziplinen hinterließen.“

### Herausgeber dieser Edition
Gedruckt wurde das Buch bei Joannes Winterburger in Wien am 13. April 1514. Das Format entspricht unserem A4 (= 2°), und das Buch besteht aus 132 Blättern. Dass Tannstetter der Herausgeber war, wird auf dem Titelblatt nicht gesagt, ergibt sich aber aus mehreren Anhaltspunkten: Das Impressum auf der letzten Seite sagt: „Ausgearbeitet und überprüft von Tannstetter“, die Widmungsbriefe haben Tannstetter als Autor, und ein im Buch enthaltener Brief sowie zwei Gedichte nennen Tannstetter als Herausgeber dieser Tabellen.
In der Fachliteratur wird manchmal irrtümlich Andreas Stiborius als Mitherausgeber neben Tannstetter oder sogar als alleiniger Herausgeber genannt.

### Katalogartige Geschichtsdarstellung
Bereits die Titelseite der Edition verweist auf diese einem Katalog ähnelnde Geschichtsdarstellung und hebt das Bibliographische hervor. Diese Geschichtsdarstellung unter der Überschrift Viri Mathematici ist im Buch den astronomischen Tabellen von Regiomontanus und Peuerbach vorangestellt (auf S. aa3v bis aa6v). Darin präsentierte Tannstetter umfassende Werkverzeichnisse dieser beiden Astronomen – und auch aller anderen bis dahin in Wien wirkenden Astronomen und Mathematiker, von denen Tannstetter Kenntnis hatte. Er ergänzte jeweils einige Nachrichten über ihr Leben; es handelt sich also um eine Kombination von Bibliographie und Biographie. Hier wirkt wohl die alte, in Werken De viris illustribus („Über berühmte Männer“) sichtbare Tradition nach, wie etwa in dem Buch Catalogus illustrium virorum Germaniae („Katalog berühmter Männer Deutschlands“) von Johannes Trithemius verwirklicht (1495 gedruckt, also etwa zwei Jahrzehnte zuvor).
Allerdings ist Tannstetters Darstellung der Viri Mathematici nicht umfangreich – sie umfasst nur etwa 3000 Wörter.

### Bedeutung dieser frühen Geschichtsdarstellung

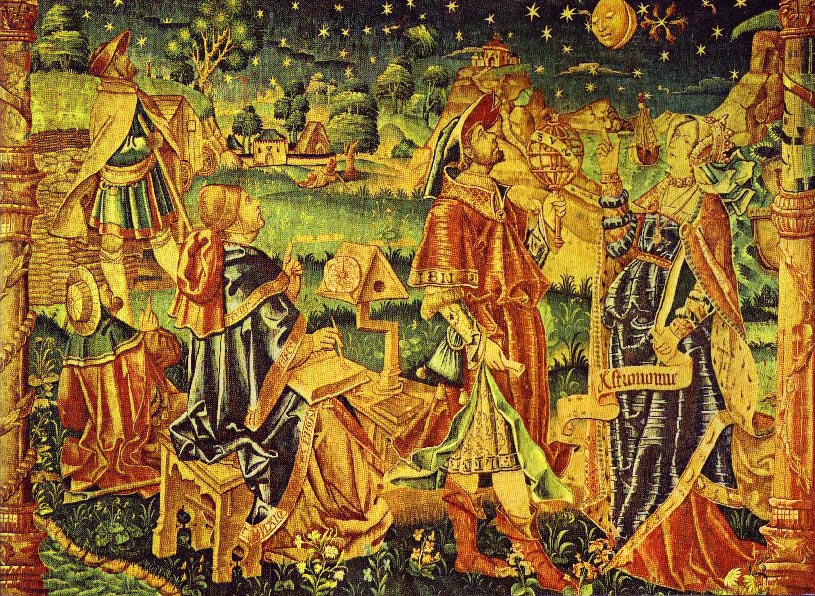
Himmelsbeobachter, französische Bildwirkerei um 1500

Dieser Rückblick Tannstetters ist ein früher Ansatz zur Wissenschaftsgeschichte. Ernst Zinners Buch über die Geschichte der Sternkunde enthält auch ein Kapitel über die Astronomiegeschichtsschreibung, beginnend mit Chinesen und Arabern. Danach stellt Zinner die Astronomiegeschichtsschreibung bei den „Germanen“ dar und beginnt mit diesem Werk Tannstetters. Auch in der Geschichtsschreibung der Mathematik wird Tannstetters Rückblick beachtet.
Historiker sprechen von „der bekannten Wiener Mathematiker- und Astronomenschule“, die mit Regiomontanus ihren Höhepunkt erreichte und „wesentlich zur Erneuerung der mathematischen Wissenschaften beigetragen hat“.
Als Hauptquelle für diese Schule gilt Tannstetters Rückblick. Die Universität Wien hatte in Mathematik und Astronomie in der Mitte des 15. Jahrhunderts Weltgeltung erreicht, während für die Naturwissenschaften zuvor die Universitäten in Paris, Krakau und Oxford führend waren.

## Liste der 21 in den Überschriften genannten Gelehrten
Die Namen der 21 in den 19 Zwischenüberschriften des Textes Viri Mathematici präsentierten Astronomen und Mathematiker lauten im Originalwortlaut folgendermaßen (einschließlich der Herkunftsangaben, soweit diese in den Überschriften selbst genannt sind):
- Henricus de Hassia Germanus
- Joannes de Gmunden
- Georgius ex Peurbach
- Joannes de Monteregio Francus
- Christiannus Molitoris ex Clagenfurt
- Joannes Muntz ex Plabeirn
- Joannes Stabius Austriacus
- Andreas Stiborius Boius
- Stephanus Rosinus
- Joannes Angelus
- Georgius Ratzenperger
- Dominus Paulus
- Joannes Epperies
- Erasmus Ericius
- Jacobus Lateranus
- Joannes Fabricius ex Reyffling
- Joannes Tzerte
- Andreas Kuenhofer
- Georgius Strolin
- Joannes Kolpeck ex Ratisbona
- Et ego (deutsch: „Und ich“, nämlich Georgius Tannstetter Collimitius)

## Darstellung des Inhalts: Mathematiker und Astronomen in Wien bis 1514
Bei seiner Beschreibung einiger dieser in den Überschriften angeführten 21 Wiener Astronomen und Mathematikern nennt Tannstetter auch – insgesamt 11 – Namen von fortgeschrittenen Studenten sowie weiteren Kollegen. Somit geht es also insgesamt um 32 in Wien tätige Astronomen und Mathematiker, das ist eine recht große Anzahl für den Zeitraum von 1384 (als Heinrich von Langenstein nach Wien kam) bis 1514. Tannstetters Verzeichnis ließe sich noch erweitern, etwa durch Conrad Celtis, der die Naturwissenschaften in seinen universitären Unterricht mit einbezogen hatte.
Mehrere der genannten Gelehrten erhielten den akademischen Grad eines Magisters, genannt „Magister artium“ oder „Magister artium et philosophiae“. Dieser Grad wurde damals an der grundlegenden, die „Artes liberales“ lehrenden Artistenfakultät erworben. Diese „facultas artium“ vermittelte mehrere Befähigungen („artes“), nämlich drei sprachliche (im Trivium, wie z. B. lateinische Grammatik) und vier mathematisch-naturwissenschaftliche (im Quadrivium, wie Arithmetik und Astronomie).

### Heinrich von Langenstein als Begründer der Astronomie in Wien

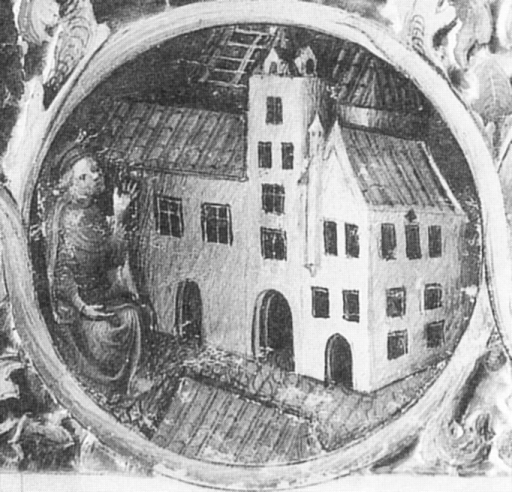
Buchmalerei um 1400: Das Herzogskolleg mit Turm

Heinrich von Langenstein in Hessen, also „ein Deutscher“ (Germanus), „kam von der altehrwürdigen Universität von Paris und führte bald nach der Gründung unserer Wiener Universität (studium Viennensis) hier die Theologie und die Astronomie ein“; „die Theologie unterrichtete er mit Heinrich von Oyta“; beide wurden gleichzeitig von Paris nach Wien berufen, um die 1384 gegründete Theologische Fakultät aufzubauen – nun erst galt die 1365 gegründete Universität als vollständig.
Seine gründlichen Kenntnisse „in Astronomie werden im ersten Buch seiner Kommentare zur Genesis sichtbar“. „Er schrieb über Planetentheorien“ und anderes; „seine Werke sind in der Bibliothek des Herzogskollegs aufbewahrt“. Dieses Herzogskolleg bildete das Zentrum der Artistenfakultät; der Turm diente der Himmelsbeobachtung. Langenstein „starb am 11. Februar 1397.“

### Johannes von Gmunden und seine Spezialisierung auf Astronomie
Johannes von Gmunden „wurde in Wien im Jahr 1406 Magister der Artes liberales, lehrte danach Astronomie und widmete sich auch der heiligen Theologie. Er erhielt … eine Stiftsherrenstelle an der Kirche zu St. Stephan in Wien und wurde Vizekanzler an der Universität … Er starb im Jahr 1442.“ Von den 24 Stiftsherren (Kanoniker) sollten jeweils 8 für Magister der Universität vorbehalten sein, und zwar für solche, die zuvor dem Herzogskolleg angehört hatten. In seinem Unterricht an der Universität konnte sich Johannes auf die Astronomie spezialisieren, während sich die anderen Magister bei den Unterrichtsfächern abwechselten.
Tannstetter listet dann acht Schriften von Johannes auf, die zu seiner Zeit „in der Bibliothek der Artistenfakultät vorhanden“ waren. Es handelt sich um astronomische Schriften, wie
Tabulae de planetarum motibus: et luminarium eclypsibus verissimas ad meridianum Viennensem (Tabellen der Planetenbewegungen sowie der Sonnen- und Mondfinsternisse, auf den Wiener Meridian bezogen),
und um mathematische, wie
Tractatus sinuum (Abhandlung über Sinusfunktionen).
Johannes hatte bedeutende Schüler, u. a.
- „Georg Pruner aus Ruspach, der die Sterne eifrig beobachtete und wunderschöne Instrumente sowie einige Bücher hinterließ“, darunter wohl auch Abschriften von Werken seines Lehrers.[13]

Tannstetter nennt dann noch drei weitere damals in Wien wirkende Magister, ohne genauere Angaben und ohne dabei eine nähere Verbindung zu Johannes von Gmunden zu behaupten:
- Georg, der Propst von Neuburg (lateinisch: „dominus Georgius praepositus Neoburgensis“) – wohl Georg Müstinger von Klosterneuburg († 1442).[14]
- „Joannes Schinttel“, in der neueren Fachliteratur auch Johann(es) Schintel oder Schindel, aus Böhmen, lehrte in Wien 1407–1409, war um 1430 Stadtarzt in Nürnberg, ging später zurück nach Prag, wo er nach 1440 starb.[15]
- „Joannes Feldner“.

### Georg von Peuerbach und Johannes von Monteregio
Georg von Peuerbach (oder Peurbach) „wurde an der Grenze zwischen Bayern und Österreich geboren, wurde an der Wiener Universität Magister“, „lehrte an der Bürgerschule (collegium civium) zu St. Stephan und war Lehrer des Johannes de Monte Regio.“ Peuerbach war also einer jener Magister der Universität, die gleichzeitig zum Lehrpersonal dieser Bürgerschule gehörten.
Tannstetter nennt ihn „Neubegründer (novus instaurator) der Astronomie zu Wien“ und hebt dann seine Beziehung zu mehreren hochgestellten Personen hervor, von denen er sehr geschätzt wurde; er nennt Kaiser Friedrich III., Erzherzog Sigismund und Kardinal Bessarion. Bei Tannstetters Angabe, dass Peuerbach „noch nicht 40-jährig am 8. April 1462 starb“, wird seitens der Historiker das Todesjahr für einen Irrtum gehalten – korrekt sei 1461.
Tannstetter zählt etwa 20 Werke Peuerbachs auf, wobei er sich auf eine bereits von Stiborius zusammengestellte Liste stützt. Darin werden vor allem astronomische Werke, wie seine bekannten Planetentheorien (Theoricae planetarum), aber auch mathematische, wie eine Einführung in die Arithmetik (Introductorium in Arithmeticam), genannt.
Johannes de Monteregio, „ein Franke“ (Francus), heute meist Regiomontanus oder Regiomontan genannt, stammte, wie sein Name sagt, aus Königsberg. „Magister und eine Zierde Deutschlands“ (Germaniae decus). „Er zeichnete sich in Astronomie und jeder mathematischen Kunst derart aus, dass man ihn als den neuen Stifter der Kunst (princeps artis) ansah.“
Tannstetter hebt dann Regiomontans Kontakte zum ungarischen König Matthias Corvinus und zu dortigen Bischöfen hervor. „Danach zog er nach Nürnberg … Schließlich wurde er zur Verbesserung unseres Kalenders von Papst Sixtus IV. in die Stadt (Rom) gerufen, wo er starb – entweder an der Pest oder … weil er von den Söhnen des Georgios Trapezuntios vergiftet wurde.“
Tannstetter listet etwa 30 Werke anderer Autoren auf, die Regiomontan – gewissermaßen als Herausgeber – drucken ließ, darunter das astrologische Grundlagenwerk des Ptolemäus, genannt Quadripartitum (das Viergeteilte oder vier Bücher, d. h. der Inhalt ist auf vier Bände aufgeteilt). Es folgt eine Liste von etwa 30 Büchern von Regiomontan selbst, u. a. dessen Ephemeriden, auch Almanach genannt.
Regiomontan nützte also die neuen, durch den von seinem Zeitgenossen Johannes Gutenberg entwickelten Buchdruck entstandenen Möglichkeiten rasch aus. Der Schwerpunkt seines „Verlagsprogramms“ lag bei Astronomie und Mathematik, umfasste aber auch Astrologie, Physik und Musik.
Tannstetter urteilt schließlich, dass Georg von Peuerbach und Regiomontanus durch ihr Wirken die Astronomie „in voller Pracht wiederherstellten“ (magnifice restituerunt). Als Nachfolger, nicht unbedingt persönliche Schüler, nennt Tannstetter fünf „hervorragende Astronomen“:
- Mag. Heinrich Seldner,
- Mag. Eberhard Schleisinger,
- Mag. Johannes von Pforzheim (Phortzen), „Philosoph, Astronom und Theologe“[18]
- Mag. Johannes von Kupfersberg[19]
- Johannes Dorn (Doren),[20] „der deren (d. h. Peuerbachs und Regiomontans) Instrumente höchst kunstvoll anfertigte. Dieser trat später in den Dominikanerorden ein, … starb 1509.“

Die Lebenszeit dieser Schüler ragte bereits in Tannstetters eigene Lebenszeit hinein. Die von Tannstetter beschriebenen Gelehrten verteilen sich ungleichmäßig auf den Zeitraum 1384–1514; die Mehrzahl von ihnen wirkte in den letzten Jahrzehnten dieses Zeitraums.

### Die Astrologen Christian Molitoris und Johannes Muntz
Christian Molitoris „aus Klagenfurt“, „Magister unserer Universität“, erwarb sich durch seine (astrologischen) Prognostiken große Anerkennung, „starb 1495 an der Pest“. Von seinen Schülern nennt Tannstetter
- Mag. Johannes Fabri aus Weyssenburg, der dann seinen Verwandten
- Mag. Christoph Fabri in der Astronomie unterrichtete.

Johannes Muntz „aus Blaubeuren“ (Plabeirn) in Württemberg, „Magister der Künste, Bakkalaureus der heiligen Theologie und Domherr der Wiener Bischofskirche (ecclesiae cathedralis Viennensis canonicus)“. „Er schrieb auf Sternenkonstellationen gegründete Prognostiken, … starb in Wien am 3. Dezember 1503.“

### Johannes Stabius und Andreas Stiborius, Tannstetters Lehrer
Johannes Stabius, „ein Österreicher“. Eine solche Herkunft war unter den Wiener Universitätsprofessoren eher selten; diese kamen vor allem aus Süddeutschland. Laut Tannstetter war Stabius „Seher (vates) und Dichter, kaiserlicher Geograph (cosmographus) und Historiker“ sowie ein begabter Erfinder: „An seinen außergewöhnlichen Erfindungen erfreut sich täglich … Kaiser Maximilian I.“ – hier wird also etwas Gegenwärtiges beschrieben; „da er das Genie von Stabius und Stiborius … bewunderte, stiftete er in Wien Vorlesungen für Astronomie und Mathematik“. Das ist ein Hinweis auf zwei neugegründete Lehrstühle für diese Fächer, und zwar an der Universität Wien. Ob diese zur Artistenfakultät gehören sollten oder zum Poetenkolleg von Conrad Celtis, ist unter Historikern umstritten.
Tannstetter als – wie er sich hier selbst bezeichnet – „sein Schüler“ zählt mehr als zehn astrologische und geographische Werke von Stabius auf, darunter Hilfsmittel für die Horoskopberechnung oder für die Kartenerstellung.
Andreas Stiborius, „ein Bayer“ (Boius), „Philosoph, Mathematiker und Theologe, Domherr der Wiener Bischofskirche, war jahrelang öffentlicher Professor für Mathematik“. Er gehörte dem Herzogskolleg an.
Im Hinblick auf seine Werke denkt Tannstetter auch an jene, die Stiborius in Zukunft – „so Gott will“ – noch schreiben wird. In diesem Vorbehalt drückt sich vielleicht eine Vorahnung Tannstetters aus, denn Stiborius starb im darauffolgenden Jahr, ungefähr 50-jährig. Tannstetter listet dann mehr als zehn Werke von – wie er ihn hier nennt – „Magister Andreas Stiborius Boius, meinem Lehrer“, auf, u. a. einen Libellus de variis quadrantibus (Büchlein über verschiedene Quadranten).
Nur hier, bei Stiborius, führt Tannstetter darüber hinaus die in dessen Besitz befindlichen – gedruckten oder handschriftlichen – Bücher an und gibt damit einen Eindruck von einer damaligen Bibliothek eines humanistischen Naturforschers. In diesem Index vetustissimorum exemplarium (Liste der sehr alten Ausgaben) listet er die ungefähr 60 Bücher thematisch auf: Mehr als 20 Bücher über Astronomie, je ca. zehn über Perspektive, Geometrie und Arithmetik, und je ca. fünf über Metaphysik und Magie.

### Stephan Rosinus und Johannes Angelus
Nach der Angabe der Herkunft von Stephan Rosinus (in deutschen Texten auch Rösslein oder Rösel genannt) „aus Augsburg“ nennt Tannstetter dessen drei akademische Grade: Magister, Bakkalaureus der Heiligen Schrift und Lizenziat der Dekrete. Er war „Domherr der Wiener Bischofskirche, lehrte lange Zeit Astronomie“, „berechnete eine Tabelle der Deklinationen der Fixsterne sowie Prognostiken.“ Er gehörte dem Herzogskolleg an. Später unterrichtete er Astronomie in Wittenberg.
Johannes Angelus (oder Engel), „ein Bayer aus Aichen, Doktor der Künste (artes) und der Medizin“. Diese ungenaue Bezeichnung „artium et medicinae doctor“ war damals verbreitet. Aber der Abschluss bei den „Künsten“ war der Grad eines Magisters, während der Grad eines Doktors erst anschließend an einer der drei höheren Fakultäten, Theologie, Recht oder Medizin, erworben wurde. Nach korrekter Ausdrucksweise war Angelus daher Magister der Künste und Doktor der Medizin.
Bei seinen Werken nennt Tannstetter ein Büchlein (libellus) zur Kalenderkorrektur und die Berechnung von Ephemeriden und Prognostiken. „Er starb in Wien am 29. September 1512.“ Die Angabe dieses Datums zeigt, dass Tannstetter seinen Geschichtsbericht nahe an das Erscheinungsjahr 1514 heranführte, dass also kein Zeitraum von Jahren zwischen der Fertigstellung seines Manuskriptes und dem Druck liegt.

### Tannstetter und seine Kollegen
Über einige Astronomen macht Tannstetter nur kurze Angaben: Georg Ratzenperger, „Magister“, „ein Bayer aus Reb“, „herausragend in Astronomie“. Und der Dominikaner „Dominus Paulus im Kloster Melk, Astronom und Geograph“.
Johannes Epperies (aus Eperies in der Slowakei) und Erasmus Ericius (aus Horitz in Südböhmen) „lehrten Mathematik“.
Die beiden folgenden Astronomen bezeichnet Tannstetter auch als Philosophen: Jakob Ziegler (Lateranus) war „Philosoph, Astronom und Dichter“. Johannes Fabricius aus Reifling (in der Steiermark), „Philosoph und Astronom“, war der Kollege von Tannstetter, der schreibt: „Dieser Fabriciius war nämlich mein Mitbruder (confrater) und aufgrund seiner Verdienste um die andere astronomische Vorlesung (alterius lectionis astronomicae) ordentlicher Professor (professor ordinarius) seines Faches.“ Diese Aussage erinnert daran, dass Kaiser Maximilian zwei Professuren gestiftet hatte. Die hier von Tannstetter gebrauchte Vergangenheitsform weist darauf hin, dass Fabricius im Jahr 1514 nicht mehr Inhaber seiner Professur war (während es Tannstetter weiterhin war).
Johannes Tzerte, „Ratsherr der Stadt Wien“, befasst sich mit Mathematik im Hinblick auf die „Berechnung von Plänen und Gebäuden“, also speziell mit Architektur.

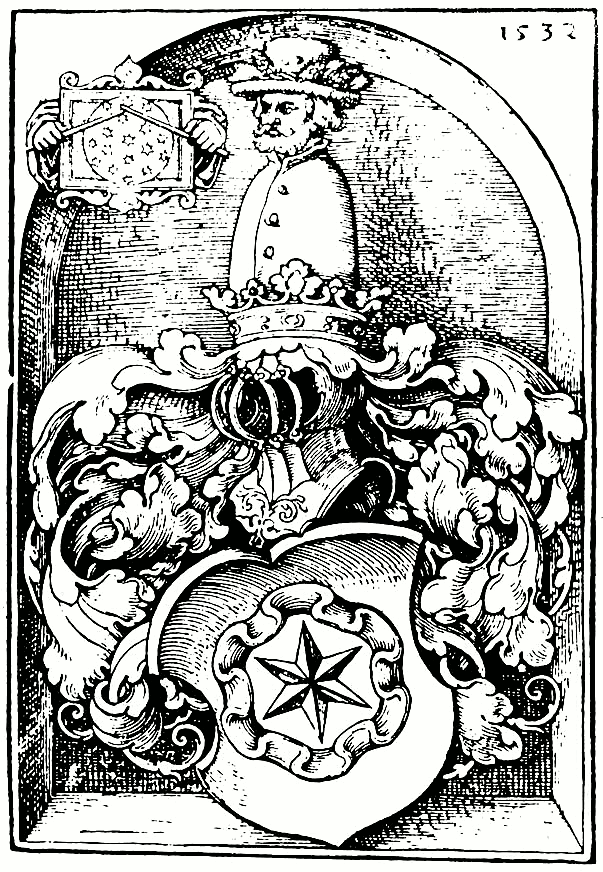
Exlibris von Tannstetter, dem Autor von Viri Mathematici

Andreas Kuenhofer kam „aus Nürnberg, machte unter unseren Lehrern Stabius und Stiborius in Wien in der Geographie und in der ganzen Mathematik so große Fortschritte, dass er in Italien und insbesondere in der Stadt (Rom) selbst … hochangesehen ist.“ Er war also wohl ein Studienkollege von Tannstetter, bereits in Ingolstadt, wo er seit 1496 studierte. Er beschrieb die Herstellung von Sonnenuhren.
Die beiden folgenden Astronomen waren – wie schon Tannstetter – auch Mediziner. Georg Strolin, „Patrizier aus Ulm“. Tannstetter erwähnt seine Mithilfe bei der Vorbereitung der 1514 erfolgten Edition der astronomischen Tafeln und hebt dabei eine „enge Verbundenheit“ hervor, also eine Art freundschaftliche Beziehung. Strolin studierte seit 1511 in Wien, später in Bologna und schließlich in Tübingen, wo er Doktor der Medizin wurde. Johannes Kolpeck „aus Regensburg, Student der Medizin und der Astronomie, stellt astronomische Instrumente … her“.
Tannstetters Name wird innerhalb der Viri Mathematici nicht genannt, aber der letzte mit einem anonymen „Auch ich“ (Et ego) überschriebene Abschnitt bezieht sich auf Tannstetter. Dass nicht Stiborius – der in der Fachliteratur irrtümlich manchmal als Herausgeber dieses Buches genannt wird – gemeint sein kann, ergibt sich daraus, dass Stiborius bereits vorher behandelt wurde, wo sich der Autor (also dieser „Ich“) als Schüler von Stiborius bezeichnet.
Tannstetter schreibt hier: „… nach dem Willen des Kaisers Maximilian habe ich (teneo) den Lehrstuhl für die mathematischen Fächer (cathedram in mathematic(is) disciplinis) inne“, er ist also zu jenem Zeitpunkt (1514) Lehrstuhlinhaber.

## Editionen

### Lateinische Edition
- Viri mathematici. In: Tabulae Eclypsium Magistri Georgij Peurbachij: Tabula Primi mobilis Joannis de Monteregio, 1514

### Edition mit Übersetzung (lateinisch/deutsch)
- Franz Graf-Stuhlhofer: Humanismus zwischen Hof und Universität (siehe unten Literatur), 1996, S. 156–171 (übersetzt unter maßgeblicher Mitarbeit von Hubert Reitterer).